# Trường Trung học cơ sở Đặng Thai Mai
Trường Trung học cơ sở Đặng Thai Mai là một trường công lập ở thành phố Vinh, tỉnh Nghệ An. Trường được thành lập năm 1978. Trường là một trong những gương mặt điển hình của nền giáo dục tỉnh Nghệ An.

## Lịch sử[4]

### 1978-1982
Để thực hiện tốt việc bồi dưỡng năng khiếu Văn, Toán đáp ứng các kỳ thi học sinh giỏi và bảo đảm quyền lợi học tập toàn diện của học sinh tham gia đội tuyển, từ năm 1978, Phòng Giáo dục và Đào tạo thành phố Vinh đã tổ chức các lớp năng khiếu văn và toán gửi vào các trường cấp 2 (nay gọi là trường THCS) Hưng Dũng, Hưng Bình, Lê Mao,... Hình thức này tồn tại đến hết năm học 1981-1982.

### 1982-1987
Đến năm học 1982-1983, do các lớp năng khiếu đã có đủ từ lớp 4 đến lớp 7, số lượng nhiều, việc gửi học nhờ vào các trường gặp rất nhiều khó khăn. Vì vậy, UBND thành phố VInh đã ra quyết định thành lập Trường Năng khiếu Vinh gồm 7 lớp: 1 lớp 4 Văn – Toán (cấp 1); 1 lớp 5 Văn và Toán; 2 lớp 6 Văn và Toán;  2 lớp 7 Văn và Toán. Hiệu trưởng đầu tiên là thầy Đậu Khắc Tuất, hiệu phó là cô Đào Thị Hồng Liên. Địa điểm của trường là khu đất nhỏ diện tích 600m2  ở sát mặt đường Đinh Công Tráng (nay là Trường mầm non Lê Mao). Cơ sở vật chất của trường chỉ là 5 phòng học tạm, không có văn phòng riêng, sân đất chật hẹp, không có chỗ để tập thể dục, mưa là lầy lội. Mặc dầu vậy, các đội tuyển Văn, Toán của trường đã hoàn thành xuất sắc nhiệm vụ, luôn dẫn đầu thành tích thi học sinh cấp tỉnh và kết quả thi vào Trường Năng khiếu cấp 3 của tỉnh (nay là Trường THPT chuyên Phan Bội Châu).

### 1987-1997
Từ năm 1986-1987, ngành giáo dục dần dần bổ sung thêm một số môn thi học sinh giỏi như Ngoại ngữ, Vật lý,... Do đó, trường mở dần thêm các lớp năng khiếu Tiếng Nga, Vật lý, Tiếng Anh, số lớp tăng dần lên, mỗi lớp có sĩ số từ 20 đến 30 học sinh. Đến năm học 1989-1990, năm cuối cùng hoàn thành cải cách giáo dục bậc THCS, trường có 5 khối lớp từ lớp 5 đến lớp 9. Khối 5 (tiểu học) có 2 lớp học chung, bồi dưỡng riêng Văn và Toán; Khối 6 và 7 có lớp chuyên Toán, Văn -Tiếng Nga, về sau thêm Văn - Tiếng Anh; Khối 8-9 có thêm lớp bồi dưỡng Vật lý. Tổng số lớp bồi dưỡng lúc cao nhất lên đến 16 lớp với tổng sĩ số hơn 400 học sinh.
Vì quy mô tăng mạnh, địa điểm cũ không thể đáp ứng được yêu cầu hoạt động, năm học 1990-1991, trường được UBND thành phố chuyển đến địa điểm mới sát đường Lê Văn Tám, gần đường Minh Khai với diện tích gần 2.700 m2. Trường đã tiếp quản các khu nhà cấp 4 cũ của cơ quan khác để lại, sửa sang để tổ chức dạy học. Liên tiếp các năm sau đó từ 1992 đến 1998 trường được UBND thành phố Vinh đầu tư xây dựng nhà học 3 tầng, xây dựng công trình phụ, làm sân, xây  tường rào tạo thành  một cơ sở dạy học tương đối khang trang. Các lớp được giãn ra, chia tách thành các lớp chuyên Tiếng Nga, Vật lý,..., sĩ số tiếp tục tăng lên đến gần 600 học sinh.
Giai đoạn này trường làm tốt hơn nhiệm vụ phát hiện, bồi dưỡng học sinh có năng khiếu các bộ môn văn hóa. Mỗi năm học trường có từ 124 đến 720 lượt học sinh giỏi cấp thành phố (có 5 em đậu HSG thành phố và lọt vào đội tuyển thi tỉnh 3 môn), 40-192 học sinh cấp tỉnh và 10-32 học sinh giỏi cấp quốc gia (cả lớp 5 và lớp 9). Các lớp chuyên Vật lý, Tiếng Nga, Tiếng Anh khi thi vào trường chuyên Phan Bội Châu đã đậu gần hết. Tuy vậy, diện tích khuôn viên vẫn là hẹp, không đủ để tổ chức các hoạt động giáo dục thể chất, thành tích về giáo dục thể chất còn rất hạn chế.

### 1997-nay
Năm học 1997-1998, thực hiện Nghị quyết hội nghị TW2 khóa VIII về phát triển giáo dục và khoa học công nghệ cùng các văn bản chỉ thị hướng dẫn của ngành, trường đổi tên là Trường Năng khiếu Vinh thành Trường THCS Đặng Thai Mai theo quyết định số 3482/UB.QĐ ngày 03/09/1997 của UBND Tỉnh Nghệ An. Số lớp học lúc này đã tăng lên đến 20 lớp, không còn các lớp tiểu học, có 4 khối lớp từ khối 6 đến khối 9, mỗi khối 5 lớp.
Được sự quan tâm của lãnh đạo thành phố và tỉnh, năm 2003 Đề án phát triển trường được UBND tỉnh phê duyệt và khởi công xây dựng lại khu đất quy hoạch thuộc phường Hưng Dũng (nay thuộc phường Hưng Phúc), trường đổi tên thành Trường THCS bán công chất lượng cao Đặng Thai Mai. Ngày 04 tháng 9 năm 2006 tại địa điểm hiện nay, ngôi trường trong ước mơ đã hoàn thành và đưa vào sử dụng. CSVC của trường có quy mô 32 lớp, đồng bộ, đầy đủ các phòng chức năng, được trang bị hiện đại đáp ứng yêu cầu dạy học chất lượng cao toàn diện cho trước mắt và lâu dài. Trường được mở rộng, năm 2008 lên hạng 1 với quy mô 28 lớp và tổng sĩ số 1262 học sinh. Thực hiện chủ trương của Bộ GD&ĐT bỏ trường bán công, theo quyết định của UBND thành phố Vinh, từ cuối năm 2007 trường chuyển trở lại tên cũ là Trường THCS Đặng Thai Mai. Từ năm học 2009 – 2010, thực hiện chủ trương đa dạng hóa ngoại ngữ của Bộ và Sở GD-ĐT trường mở dần mỗi khối 1 lớp học hai ngoại ngữ Pháp – Anh và 1 lớp học hai ngoại ngữ Anh – Nga đồng thời giảm sĩ số tuyển sinh đầu vào từ 45 em/lớp xuống còn 40 em/lớp. Thư viện, trang thiết bị dạy học, thiết bị ứng dụng công nghệ thông tin tiếp tục được tăng cường mạnh mẽ, môi trường được cải thiện sạch đẹp, thân thiện, hoàn thiện các tiêu chí của trường chuẩn quốc gia, trường trọng điểm. Tháng 8/2008, trường được Tổng Liên đoàn lao động Việt Nam tặng Bằng đơn vị văn hóa xuất sắc. Tháng 2/2009, trường được UBND tỉnh Nghệ An cấp bằng công nhận Trường THCS đạt chuẩn quốc gia.

## Phương thức xét tuyển
Sau ba năm thực hiện phương thức xét tuyển, năm học 2018-2019, Trường THCS Đặng Thai Mai đã thay đổi phương thức tuyển sinh mới, căn cứ vào số lượng hồ sơ đăng ký.